# Aminata Sana Congo
Aminata Sana Congo (sinh năm 1974) là một chính trị gia và nhà ngoại giao người Burkina Faso. Bà là Bộ trưởng Bộ Phát triển Kinh tế Kỹ thuật số và Bài viết từ tháng 1 năm 2016 đến tháng 2 năm 2017. Bà được bổ nhiệm làm Đại sứ tại Đài Loan vào tháng 8 năm 2017.

## Sự nghiệp
Sana là một nhà khoa học máy tính và làm việc tại Tổng đoàn Tin học. Năm 2010, bà tham gia Diễn đàn Pan Phi với vai trò Giám đốc Tổ chức và Truyền thông. Năm 2013, à atrở thành Giám đốc đào tạo và quảng bá về CNTT-TT.
Vào ngày 12 tháng 1 năm 2016, Sana được Thủ tướng Paul Kaba Thieba bổ nhiệm làm Bộ trưởng Phát triển Kinh tế Kỹ thuật số và Bài viết. Bà đã từ chức vào tháng 2 năm 2017 trong bối cảnh tranh cãi về máy tính bảng Huawei được đưa ra quốc hội.
Vào ngày 14 tháng 8 năm 2017, Sana được Tổng thống Roch Marc Christian Kaboré bổ nhiệm làm đại sứ của Burkina Faso tại Đài Loan.

## Cuộc sống cá nhân
Sana kết hôn với Aminata Congo và có hai con.